# Echinax bosmansi
Echinax bosmansi är en spindelart som först beskrevs av Christa L. Deeleman-Reinhold 1995.  Echinax bosmansi ingår i släktet Echinax och familjen flinkspindlar.
Artens utbredningsområde är Sulawesi. Inga underarter finns listade i Catalogue of Life.